# Доній Полой
45°14′ пн. ш. 15°31′ сх. д. / 45.23° пн. ш. 15.51° сх. д.
Доній Полой (хорв. Donji Poloj) — населений пункт у Хорватії, у Карловацькій жупанії у складі міста Слунь.

## Населення
Населення за даними перепису 2011 року становило 11 осіб.
Динаміка чисельності населення поселення: